# Akkord-Motorette

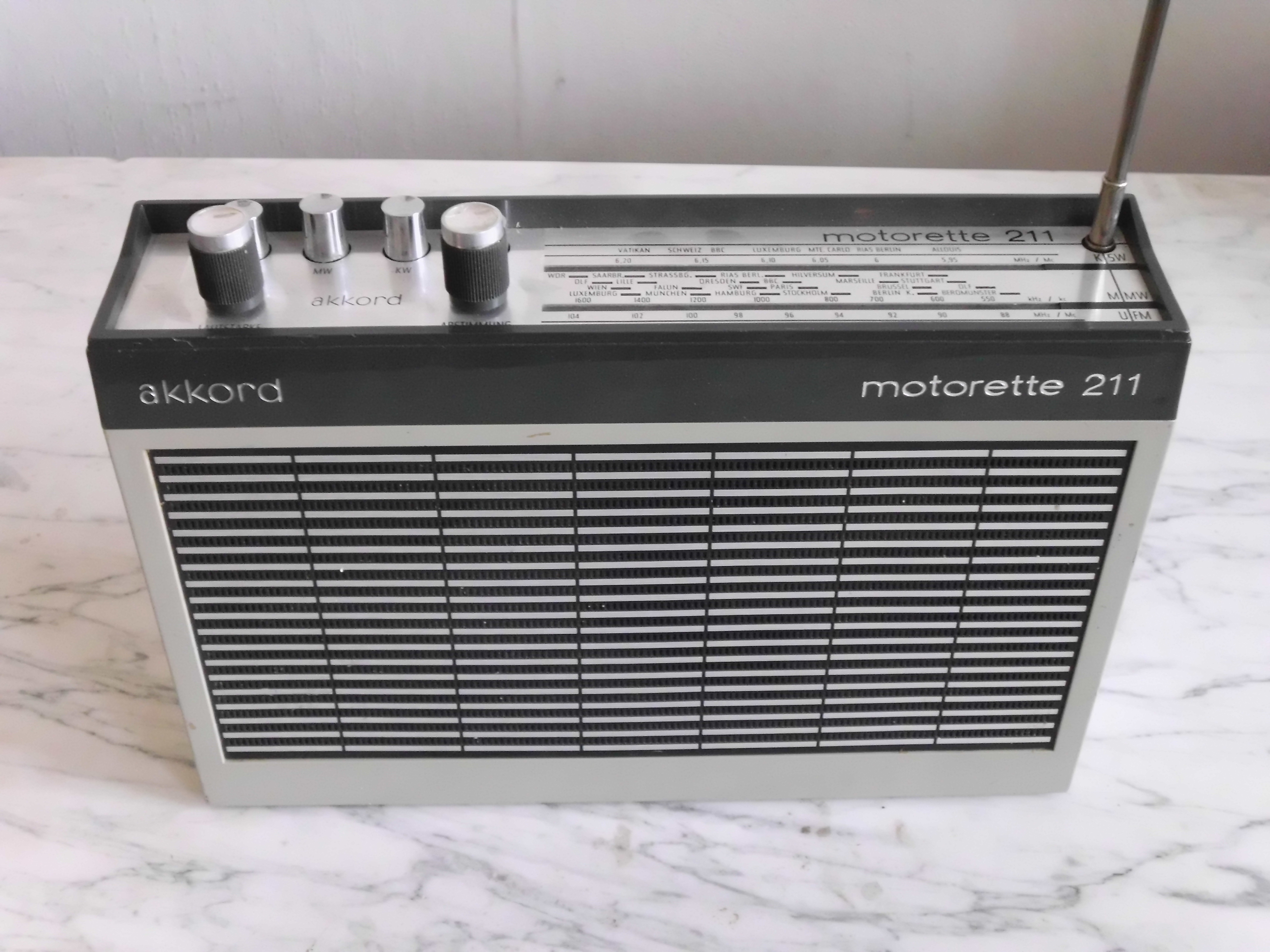
Akkord-Motorette 211

Bei der Akkord-Motorette handelt es sich um einen Radioempfänger aus einer kleinen Serie von Radiogeräten der Firma Akkord-Radio, die in den Jahren 1968–1971 produziert worden ist. Gebaut wurden die Typen 210 und 211. Die Motorette zeichnete sich dadurch aus, dass sie ein Transistorradio war, was für den Einsatz in einem Auto vorgesehen war und damit eine Alternative zum Autoradio. Mit einer entsprechenden Halterung konnte man sie in ein Kraftfahrzeug einbauen. Daher waren alle Bedienelemente und auch die Skalen an der Oberseite des Radios angebracht. Antenne, Spannungszuführung und auch Lautsprecher waren mit Steckverbindungen an der Unterseite des Radios problemlos zu realisieren.

## Technische Daten
- ZF/IF 460/10.700 kHz
- Schwingkreise: 7 Kreise AM und 10 Kreise FM
- Mittelwelle, Kurzwelle und UKW
- Abmessungen (BHT): 260 × 190 × 60 mm
- Nettogewicht: 1,6 kg

Wegen des geringen Gewichtes und Größe war auch der Betrieb im Auto mittels einer Autohalterung aus der 6-V- oder 12-V-Autobatterie möglich.